# MHK AUTOCAR Dolný Kubín
A MHK AUTOCAR Dolný Kubín egy szlovák jégkorongcsapat Alsókubinban. A klub a harmadosztályú 2. hokejová liga keleti csoportjában játszik.

## Története
A klubot 1995-ben alapították.

## Statisztikák
| Főcsoport (B csoport) | Főcsoport (B csoport) | Főcsoport (B csoport) | Főcsoport (B csoport) | Főcsoport (B csoport) | Főcsoport (B csoport) | Főcsoport (B csoport) | Főcsoport (B csoport) | Főcsoport (B csoport) | Alsóház (E csoport) | Alsóház (E csoport) | Alsóház (E csoport) | Alsóház (E csoport) | Alsóház (E csoport) | Alsóház (E csoport) | Alsóház (E csoport) | Alsóház (E csoport) | Rájátszás                                      | Rájátszás | Rájátszás |
| Szezon                | LM                    | GY                    | GY. H.                | V. H.                 | V                     | G                     | P                     | Helyezés              | LM                  | GY                  | GY. H.              | V. H.               | V                   | G                   | P                   | Helyezés            | Negyeddöntő                                    | Elődöntő  | Döntő     |
| --------------------- | --------------------- | --------------------- | --------------------- | --------------------- | --------------------- | --------------------- | --------------------- | --------------------- | ------------------- | ------------------- | ------------------- | ------------------- | ------------------- | ------------------- | ------------------- | ------------------- | ---------------------------------------------- | --------- | --------- |
| 2023–24               | 10                    | 4                     | 2                     | 0                     | 4                     | 45-38                 | 16                    | 4.                    | 4                   | 2                   | 1                   | 0                   | 1                   | 24-7                | 11                  | 2.                  | -                                              | -         | -         |
| 2024–25               | 12                    | 8                     | 0                     | 0                     | 4                     | 53:35                 | 24                    | 3.                    | 10                  | 1                   | 1                   | 1                   | 7                   | 27:52               | 6                   | 6.                  | Vereség a Hockey Club Dukla Senica ellen (1-3) | -         | -         |

## Nézettség
| Szezon  | Teljes nézőszám | Átlagos nézőszám | Helyezés a ligában |
| ------- | --------------- | ---------------- | ------------------ |
| 2023–24 | 3 008           | 430              | 6.                 |
| 2024–25 | 3 660           | 610              | 3.                 |

## Híres játékosok
- Andrej Košarišťan
- Martin Réway
- Dominik Jendroľ
- Kevin Jendroľ
- Tomáš Rusina
- Marek Vankúš
- Jozef Foltín
- Michal Juščák
- Radovan Gabri
- Matej Kraut
- Ľubomír Hojo
- Babik Boris
- Jozef Žilinec